# Modra nad Cirochou
Modra nad Cirochou (in ungherese Modra, in tedesco Moder) è un comune della Slovacchia facente parte del distretto di Humenné, nella regione di Prešov.
Il villaggio venne citato per la prima nel 1451. All'epoca era un feudo dei della Signoria di Humenné. Nel XVIII secolo passò ai conti Dernath. Nel XIX secolo entrò a far parte delle vaste proprietà dei conti Andrássy.